# میرکو نیشوویچ

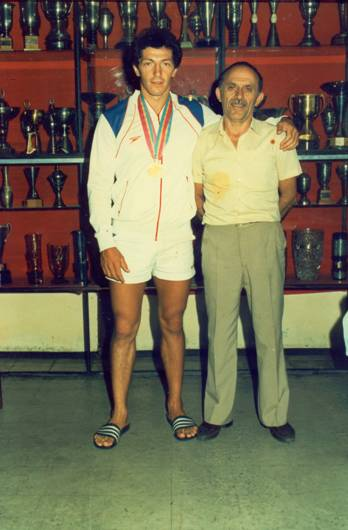
میرکو نیشوویچ در سمت چپ تصویر

میرکو نیشوویچ (انگلیسی: Mirko Nišović؛ زادهٔ ۲ ژوئیهٔ ۱۹۶۱) قایقران کانو اهل یوگسلاوی بود.